# 1450.
1450. je šesto desetletje v 15. stoletju med letoma 1450 in 1459. 